# Ryale Bhir
Ryale Bhir (nep. रयाले) – gaun wikas samiti w środkowej części Nepalu w strefie Bagmati w dystrykcie Kavrepalanchok. Według nepalskiego spisu powszechnego z 2001 roku liczył on 923 gospodarstw domowych i 4502 mieszkańców (2474 kobiet i 2028 mężczyzn).